# Костров, Игорь
И́горь Костро́в (рум. Igor Kostrov; род. 3 августа 1987, Бендеры) — молдавский футболист, полузащитник гродненского «Немана». Выступал в национальный сборной Молдовы.

## Клубная карьера
Начинал карьеру в Молдове, после играл в Израиле и США. В 2010 году вернулся в чемпионат Молдовы, где играл за разные клубы.
В июле 2013 году перешёл в мозырьскую «Славию». Сразу закрепился в основном составе на позиции атакующего полузащитника. Был одним из лучших в команде, но не сумел спасти «Славию» от вылета в первую лигу.
В феврале 2014 года вернулся в Молдавию, став игроком клуба «Костулены». Летом 2014 года перешёл в «Верис», но осенью тот прекратил существование.
В феврале 2015 года стал игроком казахского клуба «Кызыл-Жар СК». Летом того же года вновь оказался в Молдове, попав в состав «Динамо-Авто».
В январе 2016 года прибыл на просмотр в «Славию». В феврале, разорвав контракт с «Динамо-Авто», официально оформил возвращение в белорусский клуб. В составе «Славии» зарекомендовал себя как основной центральный полузащитник. В декабре 2016 года продлил контракт с мозырьским клубом. В сезоне 2017 он оставался основныи игроком, но команду вылетела из Высшей лиги во второй раз. Получив статус нелегионера, он остался в команде в сезоне 2018 года, в котором помог мозырьской команде выиграть Первую лигу. В 2019-2020 годах он оставался основным игроком «Славии».
В январе 2021 года по истечении срока контракта покинул команду. Вскоре он стал тренироваться с «Гомелем», с которым позже подписал контракт. 21 мая 2022 года стал обладателем Кубка Белоруссии. В декабре 2022 года футболист покинул клуб.
В декабре 2022 года вернулся в мозырскую «Славию». В январе 2024 года футболист покинул мозырский клуб по окончании срока действия контракта.
В январе 2024 года футболист перешёл в гродненский «Неман», подписав контракт до конца сезона. С клубом стал обладателем Кубка Беларуси и серебряным призером высшей лиги. В марте 2025 года стал игроком борисовского БАТЭ. В июле расстался с клубом по соглашению сторон, проведя восемь игр, в которых не отметился результативными действиями.

## Достижения
- Чемпион Первой лиги Белоруссии: 2018
- Обладатель Кубка Белоруссии: 2021/22
- Обладатель Кубка Белоруссии: 2023/24